# San Román de Cameros
San Román de Cameros is een gemeente in de Spaanse provincie en regio La Rioja met een oppervlakte van 47,50 km². San Román de Cameros telt 139 inwoners (1 januari 2016).

## Demografische ontwikkeling
Bron: INE, 1857-2011: volkstellingen
Opm.: In 1857 werden den gemeenten Valdeosera en Velilla aangehecht; in 1972 werd Santa María en Cameros aangehecht; in 1974 werd Montalbo en Cameros aangehecht